# Llambilles
Llambilles è un comune spagnolo di 486 abitanti situato nella comunità autonoma della Catalogna.